# Rio del Ponte Lungo

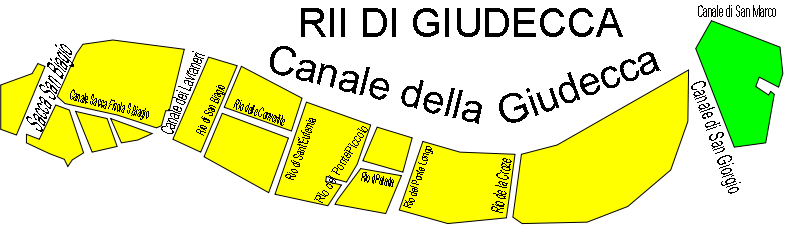

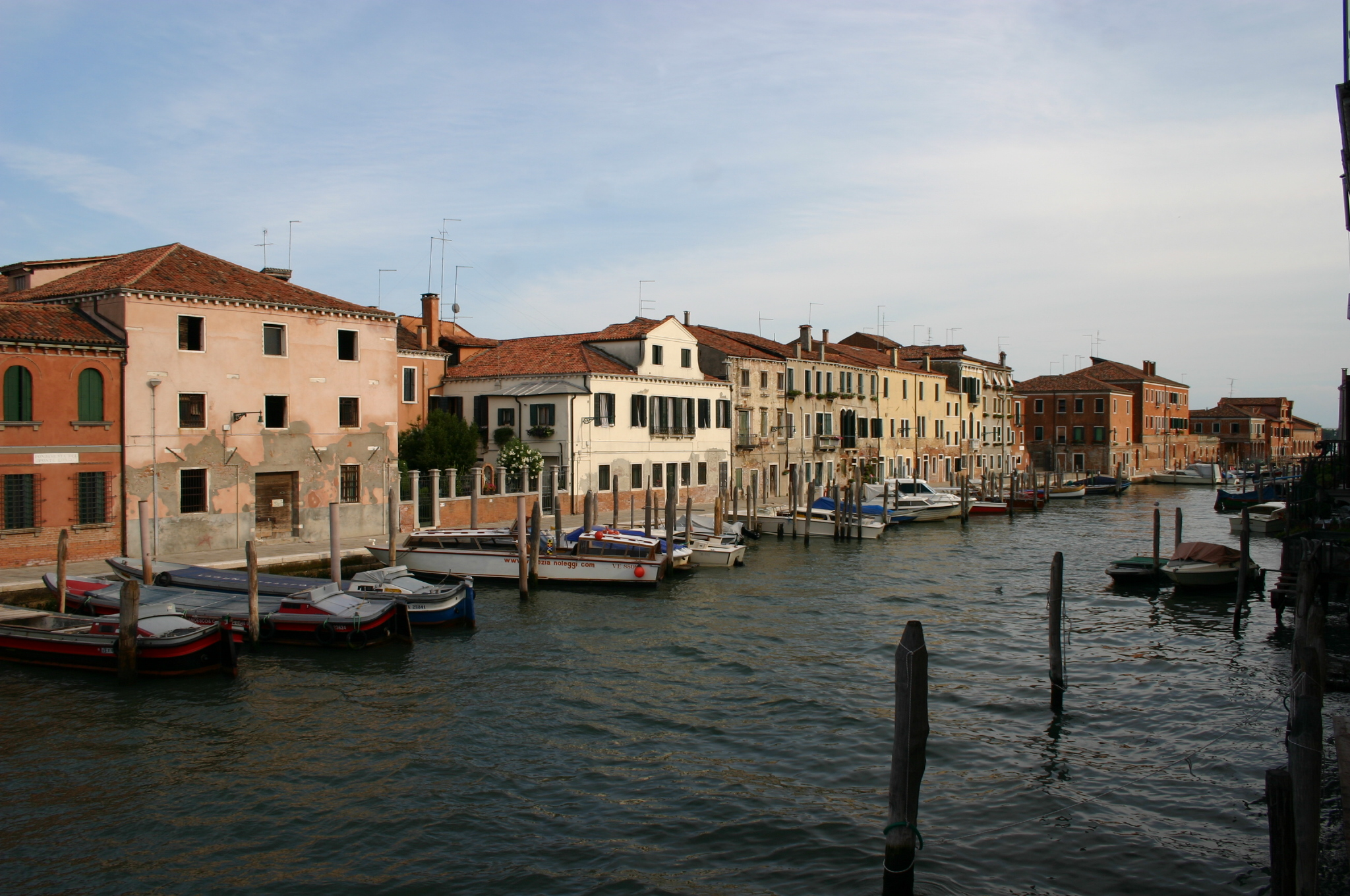
Le rio Ponte Longo

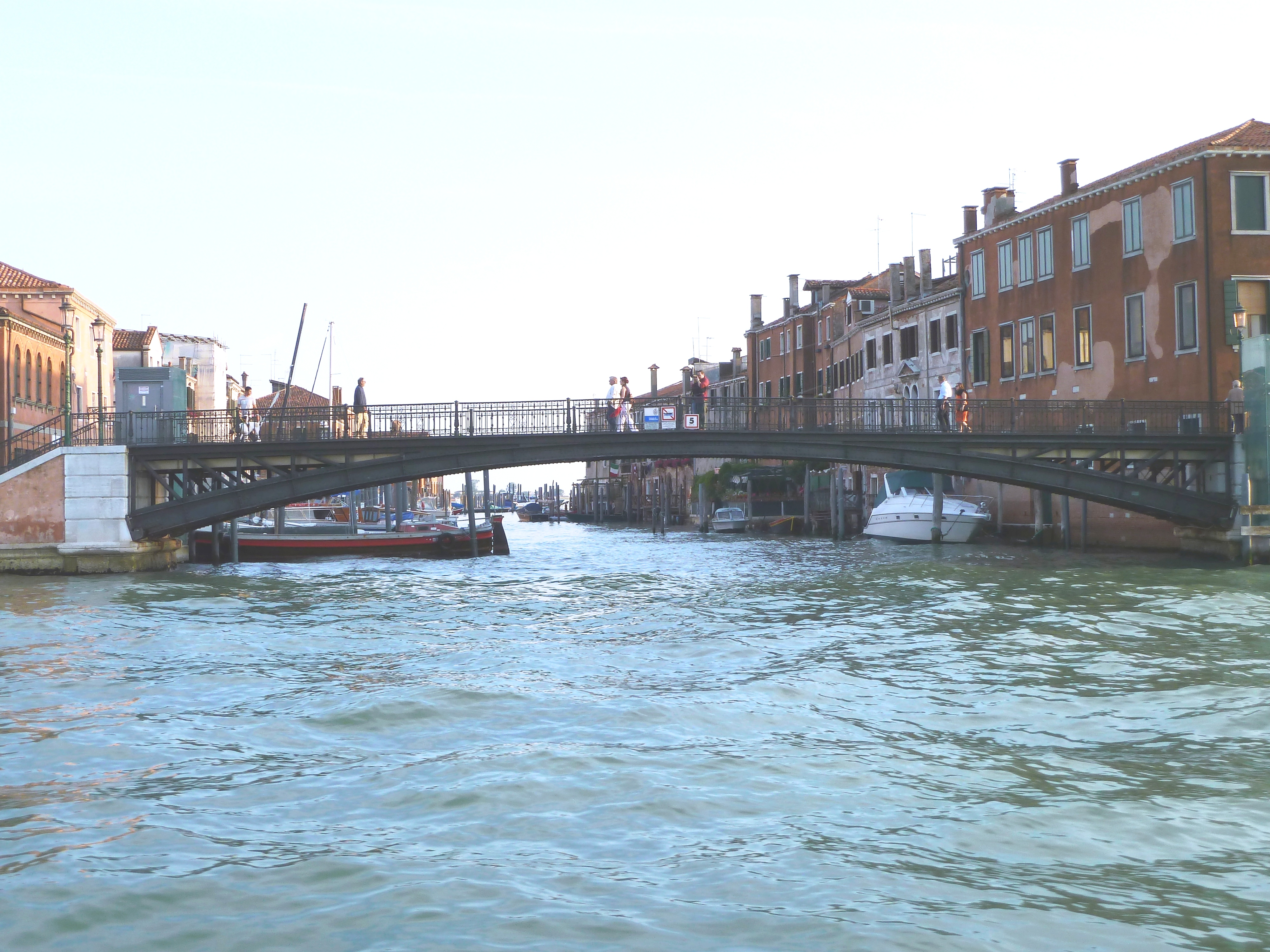
Le ponte Longo

Le rio del Ponte Lungo (en vénitien Ponte Longo; canal du Pont Long) est un canal de Venise dans l'île de Giudecca dans le sestiere de Dorsoduro.

## Origine
Ce pont en bois fut appelé ainsi pour être plus long que les autres. Il fut construit en 1340 pour relier l'ancien et le nouveau Giudecca.

## Description
Le rio del Ponte Longo a une longueur d'environ 300 mètres et une largeur variant entre 30 et 40 mètres. Il traverse la Giudecca de nord en sud et se raccorde au Canal de la Giudecca.

## Situation
Ce rio longe :
- le fondamenta a Fianco del Ponte Longo ;
- le fondamenta Sant'Angelo.

## Ponts
Ce rio est traversé le long du canal de la Giudecca par le ponte Longo reliant le fondamenta ponte Piccolo et le Fondamenta San Giacomo .